# Portteori
Portteorin (eng. gate control theory) lades fram år 1962 och 1965 av Ronald Melzack och Patrick Wall. Teorin går ut på att uppfattningen av fysisk smärta inte är ett direkt resultat av smärtreceptoraktivering. Melzack och Wall menade istället att smärtan styrs av en interaktion mellan de olika neuronen, såväl smärtneuron som icke-smärtneuron. 
Teorin säger att aktivering av nerver som inte sänder smärtsignaler kan minska en smärtdrabbad individs uppfattning av smärtan - smärtimpulsen blir helt enkelt 'utkonkurrerad'.

## Fysiologi

Avfyras projektionsneuronet leder det till smärta. Interneuronet hämmar projektionsneuronet. Aktivitet i C-fibrerna hämmar interneuronet indirekt, vilket ökar chansen att projektionsneuronet avfyras.

Avfyras Aβ stimuleras interneuronet, vilket i sin tur minskar chansen att projektionsneuronet avfyras. Detta även om C-fibern är aktiv.

Portteorin hävdar att aktivering av nerver som inte sänder smärtsignaler, så kallade icke-nociceptiva fibrer, kan störa signaler från nociceptiva fibrer, och därmed hämma smärta. Afferenta smärtreceptiva nerver, de som för smärtsignaler till hjärnan, finns av åtminstone två fibertyper. Ena är tjock, myelinbeklädd och kallas "Aδ-fiber". Den förmedlar en intensiv, skarp och vällokaliserad smärta. Den andra typen är tunnare, omyeliniserad och kallas för "C-fiber". Den förmedlar en mer molande, indirekt smärta. Så kallade Aβ-fibrer är större i diameter och förmedlar inte smärta.
Det perifera nervsystemet har center där smärtstimuli kan regleras. Vissa områden, så kallade laminae, i dorsalhornet (bakre delen av den grå substansen) i ryggmärgen som är involverade i att få smärtstimuli från Aδ- och C-fibrer, får också stimuli från Aβ-fibrer. Aβ-fibrerna hämmar på vissa platser i laminae indirekt effekterna hos Aδ- och C-fibrerna ('stänger porten'), medan Aδ- och C-fibrerna hämmar Aβ-fibrerna på andra platser ('öppnar porten' för smärtstimuli).

## Portteorin idag
Senare forskning har inte kunnat bekräfta portteorin till fullo.  De flesta av de nerver i dorsalhornet som Melzack och Wall identifierade som hämmande är tvärtom stimulerande, och Koji Inui med flera har nyligen visat att smärtlindring på grund av icke-smärtsam beröring snarare beror på processer i hjärnan än ute i ryggmärgen.